# Карпас

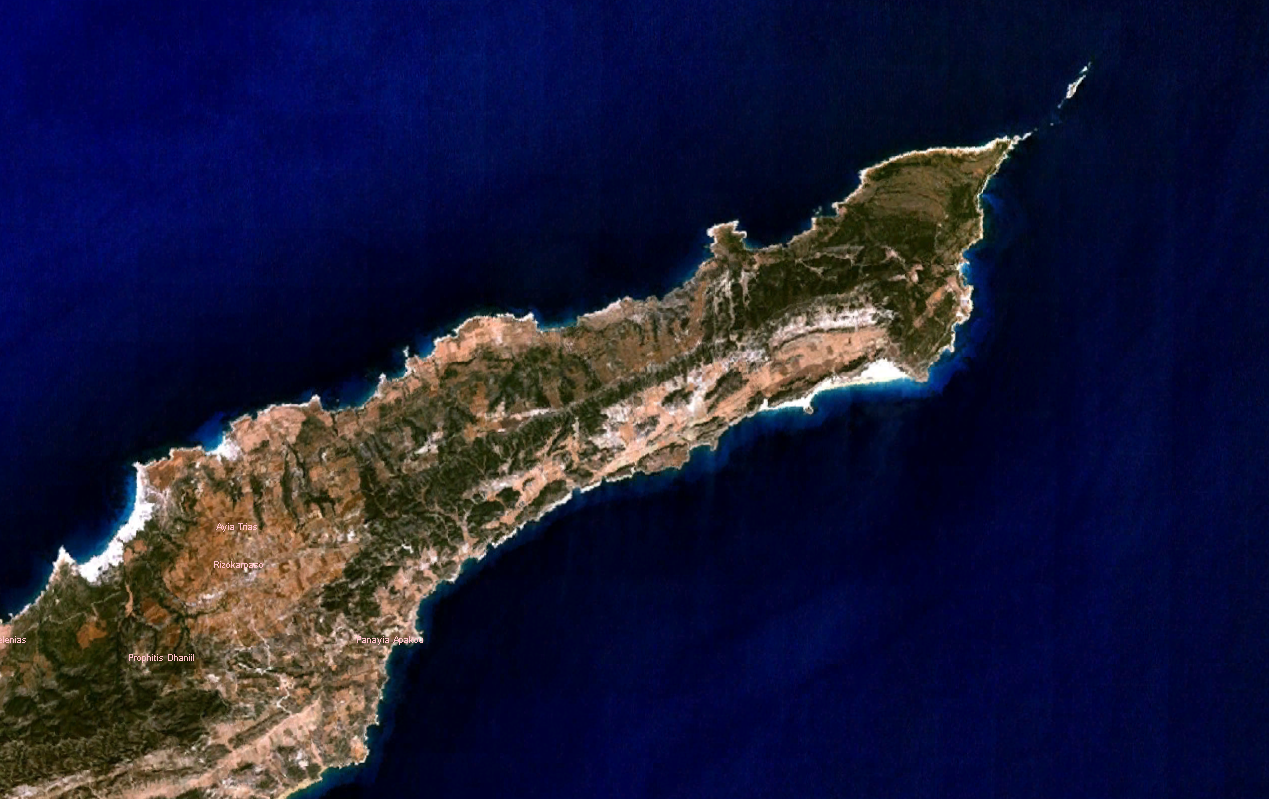

Карпас або Карпасія (грец. Καρπασία, тур. Karpaz) — півострів на острові Кіпр.
Карпас являє собою вузьку і довгу смугу суші, що йде в Середземне море в північно-східному напрямку і закінчується мисом апостола Андрія. Розташований півострів на схід від хребта Кіренія. Найвища точка Карпасії — 364 м.
Відомий півострів своєю здичавілою популяцією ослів, що знаходиться під загрозою. На захист цих тварин регулярно проводяться кампанії, як з грецької, так і з турецької сторін.
Головна визначна пам'ятка Карпасії — Монастир апостола Андрія. Це одна з головних святинь Кіпрської православної церкви. Однак через те, що з 1974 року територія перебуває під контролем Турецької Республіки Північного Кіпру, єпископ Карпаський проживає в грецькій частині острова, а паломники мають проблеми з відвідуванням. Також на Карпасі збереглися середньовічні церкви у візантійському стилі.
Найбільший населений пункт на півострові — місто Різокарпасо.